# René Cornejo
René Herbert Cornejo Díaz, né le 5 août 1962 à Arequipa, est un ingénieur et homme d'État péruvien. Il est président du Conseil des ministres du 24 février au 22 juillet 2014.